# پاچوسکی دوژه
پاچوسکی دوژه (به لهستانی:  Paczuski Duże) یک روستا در لهستان است که در گمینا بیلانه واقع شده‌است.